# Sh2-166
Sh2-166 est une nébuleuse en émission visible dans la constellation de Cassiopée.
Elle est située dans la partie orientale de la constellation, presque à mi-chemin entre les étoiles Caph et ι Cephei. La période la plus appropriée pour son observation dans le ciel du soir se situe entre les mois d'août et de janvier et elle est considérablement facilitée pour les observateurs situés dans les régions de l'hémisphère boréal, où elle se produit circumpolaire jusqu'aux régions tempérées chaudes.
Sh2-166 est une région H II située sur le bras de Persée à environ 2 400 pc (∼7 830 al). On pense qu'elle fait partie du bord extérieur de la superbulle entourant l'association OB Cassiopeia OB5, qui provient de l'action combinée du vent stellaire et de ses composants les plus massifs et lumineux. La nébuleuse serait associée à trois sources de rayonnement infrarouge identifiées par IRAS, parmi lesquelles IRAS 23385+6053 se détache, coïncidant avec une zone de formation d'étoiles particulièrement active considérée comme le précurseur d'une région H II ultracompacte. À l'intérieur se trouve un riche amas d'étoiles aux tout premiers stades de sa formation, composé de protoétoiles de grande masse associées à des masers et à des jets moléculaires,.